# P (film)
P – tajsko-brytyjski horror z 2005 roku wyreżyserowany przez Paula Spurriera, ukazujący świat nocnych klubów i lokali w Tajlandii. Słowo „P” (czytane po polsku „Pi”) w języku tajskim oznacza demona.

## Fabuła
Akcja toczy się w Tajlandii w czasach współczesnych. Główna bohaterka Aw mieszka w małej wiosce. By wyżywić siebie i swoją chorą babcię wyjeżdża do Bangkoku, gdzie pod przybranym imieniem Dau podejmuje pracę prostytutki. W swojej pracy zaczyna wykorzystywać magię, której nauczyła ją babcia. Magicznie wywołuje pożądanie mężczyzn i eliminuje rywalki. Popełnia jednak błędy, które sprawiają, iż sytuacja wymyka się jej spod kontroli. Zostaje opętana przez demony i staje się potworem spragnionym ludzkiej krwi.

## Obsada
- Suangporn Jaturaphut – Aw (Dau)
- Opal – Pookie
- Dean Barrett
- Shaun Delaney – bogaty klient
- Paul Spurrier
- John Kathrein – klient
- Chartchai Kongsiri – policjant
- Kochakorn Wongkitisopon – córka właściciela sklepu
- Dor Yodrak – Witchdoctor
- Amy Siriya – Mee
- Supatra Roongsawang
- Narisara Sairatanee – May
- Manthana Wannarod – Mamasang
- Pattanachat Sritep
- Pisamai Pakdeevijit – babcia